# 三井住友トラスト・パナソニックファイナンス
三井住友トラスト・パナソニックファイナンス株式会社（みついすみとも-、Sumitomo Mitsui Trust Panasonic Finance Co.,Ltd.）は、三井住友信託銀行株式会社の連結子会社であり、パナソニックの持分法適用関連会社で、両社の合弁総合ファイナンス企業。
2010年に、住友信託銀行株式会社（現在の三井住友信託銀行）の連結子会社であった住信・松下フィナンシャルサービスと住信リースの2社が合併して、住信・パナソニックフィナンシャルサービス株式会社として（すみしん・パナソニックフィナンシャルサービス）発足。2012年4月1日に、親会社が合併して三井住友信託銀行になるのに合わせて、三井住友トラスト・パナソニックファイナンス株式会社に商号変更され、本社所在地も大阪市北区から東京都港区に変更された。2013年7月シンガポールへ現地法人三井住友トラストリーシングシンガポールを設立。11月東京都港区芝浦へ本店移転。

## 概要
現法人の前身は、1951年に松下電器産業が立ち上げた販売店（現:パナソニックショップ）の月賦販売を提供する「ナショナルラジオ月販」であり、創業時の代表は松下幸之助。その後、地域の月販会社が合併、松下グループの拡大に合わせて数度社名変更を行い、2001年に松下リース（旧:ナショナルリース）を合併。同グループ内のノンバンク・メーカー系クレジット、リース会社としてグループ内顧客を中心に販路を拡大した。
2004年12月に、松下グループをめぐるリストラ策の一環として、当社株式の一部を住友信託銀行へ売却するとともに合弁会社化することを発表し、2005年に「住信・松下フィナンシャルサービス」へ社名変更。その後、2010年に住友信託銀行グループの住信リースが当社と吸収合併し、住信・パナソニックフィナンシャルサービス株式会社となった。これにより総合リース会社としての色を濃くし、リース業界10位以内の取扱高となった。
主要顧客はパナソニックグループ、住友グループをはじめとする上場企業であるが、提携サプライヤーによる中小企業顧客まで幅広い。
ナショナルクレジット時代のキャッチコピーは「しっかり選んでゆっくり払う」で、ナショナル・パナソニック製品のカタログの裏表紙にも表記されていた。1990年代以降は「お求めには手軽な松下クレジットをご利用ください」表記となり、松下電器産業（当時）の連結子会社でなくなった後も掲載が行われたが、パナソニックへ社名変更した2008年10月以降は無くなっている。
なお、個人顧客向けの事業はパナソニックショップユーザーを対象とした「パナカード（ハウスカード）」、（VIS提携家電販売店で販売するエコキュートや太陽光発電システムなど高額住宅機器を対象とした専用クレジット、オートローン、パナソニックのリフォーム事業を基盤とするリフォームローンなどがある。
法人向けは親銀行の三井住友信託銀行系列のリース会社として、個人向けはパナソニック系列のクレジット会社という信託銀行とエレクトロニクスメーカーがコラボレーションする総合ファイナンス企業。

## 沿革

### 住信・松下フィナンシャルサービス
- 1951年 - ナショナルラジオ月販設立。
- 1967年2月27日 - ナショナルリース株式会社設立。
- 1970年 - ナショナルラジオ月販が、ナショナルクレジットに社名変更。
- 1992年 - ナショナルクレジットが、松下クレジットサービスに社名変更。
- 1997年 - 松下クレジットサービスが、松下クレジット株式会社に社名変更。
- 2001年10月1日 - 松下クレジット株式会社（旧ナショナルクレジット）が、松下リース株式会社(旧ナショナルリース)を吸収合併し、松下リース・クレジット株式会社に商号変更。
- 2005年4月1日 - 住友信託銀行株式会社が株式59.1%を取得し親会社となったことから、住信･松下フィナンシャルサービス株式会社に商号変更[2][3]。

### 住信リース
- 1985年7月1日 - 住信リース株式会社設立。
- 2001年 - 日本機械リース販売株式会社を子会社化。
- 2003年 - 東京証券取引所第二部に株式上場。
- 2004年 - 住友生命保険相互会社からの株式譲渡により、スミセイ・リース株式会社を子会社化。
- 2005年 - 東京証券取引所第一部に銘柄指定。
- 2006年 - 住友信託銀行株式会社による株式公開買付[4][5]。
- 2007年 - 株式交換により住友信託銀行株式会社が完全子会社化（上場も廃止）。スミセイ・リース株式会社を吸収合併。日本機械リース販売株式会社の一部を統合。

### 住信・パナソニックフィナンシャルサービス
- 2008年 - 持株会社の住信リーシング&フィナンシャルグループ株式会社を設立して、住信･松下フィナンシャルサービス株式会社と住信リース株式会社が経営統合。[6]
- 2010年4月1日 - 住信･松下フィナンシャルサービス株式会社が住信リース株式会社を吸収合併し、住信・パナソニックフィナンシャルサービス株式会社に商号変更[7][8][9][10]。
- 2012年4月1日 - 三井住友信託銀行の設立に合わせて、三井住友トラスト・パナソニックファイナンス株式会社に商号変更[11]。本店所在地を、大阪市北区堂島から東京都千代田区丸の内に変更。
- 2013年11月 - 本店を東京都港区芝浦一丁目2番3号（シーバンスS館）へ変更。
- 2014年4月 - フラット35の業務などを株式会社ジェイ･モーゲージバンクに譲渡[12]。
- 2015年11月 - アルヒ株式会社の子会社であったアルヒリース株式会社の全株式を取得[13]（2016年1月25日にFAリーシング株式会社へ商号変更[14]）。
- 2019年8月 - FAリーシング株式会社を吸収合併。